# Fedor Fridrich Ruppeldt
Fedor Fridrich Ruppeldt, též jen Fedor Ruppeldt (1. června 1886 Liptovský Mikuláš – 25. srpna 1979 Žilina), byl slovenský a československý politik a meziválečný poslanec Národního shromáždění za Republikánskou stranu zemědělského a malorolnického lidu (agrárníky), který kromě toho působil jako publicista, kulturní historik, překladatel, básník, hudebník a evangelický biskup.

## Biografie

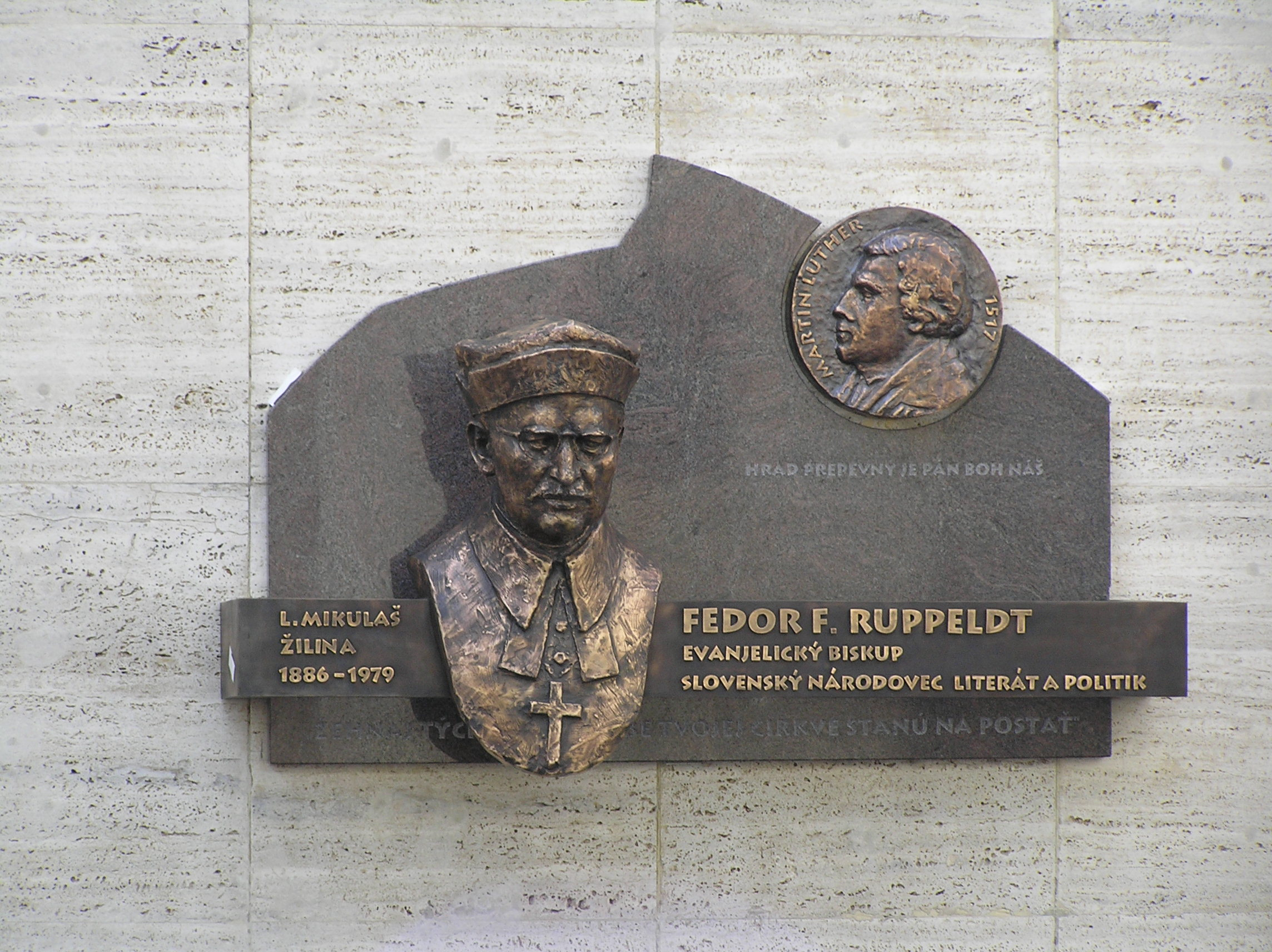
Fedor Fridrich Ruppeldt, busta v Žilině

Studoval v Oberschützenu, v Lipsku a v Edinburghu. Jako farář působil v Sučanech, v Budapešti a v Žilině.
Ve parlamentních volbách v roce 1929 kandidoval na poslance Národního shromáždění za agrární stranu. Zvolen nebyl, ale mandát získal dodatečně roku 1933, jako náhradník poté, co zemřel poslanec Ján Janček. Podle údajů k roku 1933 byl profesí evangelickým farářem v Žilině.
Aktivně se stavěl proti politice tzv. slovenského štátu, zejména proti vyhánění Čechů ze Slovenska, proti protižidovským zákonům a deportacím Židů a vůči ztotožňování slovenského národa s katolickou vírou a kultu Andreje Hlinky. Za svoje aktivity byl v roce 1942 uvězněný na příkaz Vojtěcha Tuky a v roce 1944 byl poslaný do koncentračního tábora v Seredi. Po válce byl členem Demokratické strany.
V letech 1947–1952 byl biskupem Západního distriktu Evangelické církve augsburského vyznání a spoluzakladatelem Světové rady církví. Ač přesvědčený stoupenec Československa a politický odpůrce slovenského státu, vyjádřil se v roce 1947 proti trestu smrti pro slovenského prezidenta Jozefa Tisa. Považoval popravu Tisa za krok, který může zhoršit vztahy mezi katolíky a evangelíky a Čechy a Slováky.
V 50. letech byl perzekvovaný a v roce 1962 byl odsouzený na 18 měsíců vězení za rozvracení republiky (k výkonu trestu ale pro vysoký věk nenastoupil). V procesu byl viněn i z kolaborace s vládnoucím režimem slovenského státu. K tomu pravděpodobně vedla skutečnost, že byl proti trestu smrti pro Jozefa Tisa a oceňoval některé jeho zásluhy. Roku 1991 mu byl in memoriam udělen Řád Tomáše Garrigua Masaryka.

## Dílo
Ve svém díle se zabýval slovenskou otázkou.